# Jules Sottas
Jules Sottas, nascut a París el 22 de maig de 1866, mort el 28 de setembre de 1945 a la mateixa ciutat. Fou un neuròleg i historiador francès a qui devem la descripció l'any 1893, amb Jules Dejerine d'una varietat severa i d'inici precoç de neuropatia perifèrica hereditària.

## Biografia
Pertanyia a una família de metges. Va completar la seva escola i estudis de medicina a París on va ser nomenat intern i es va doctorar el 1894 amb una tesi dedicada a l'estudi anatomic-clínic de tabès. Responsable de laboratori de l'Hospice de Bicêtre, entre 1891 i 1895, hi va treballar en una fructífera col·laboració amb Jules Dejerine.
Paral·lelament a la seva carrera mèdica, es dedicà a diverses investigacions històriques. Especialista en la història de la marina, s'interessà especialment per la Royal East India Company (1905) i el tràfic marítim venecià al final de l'Edat Mitjana, publicant sobre aquest tema, l'any 1938, una obra il·lustrada de la seva mà en part a partir de les fonts constituïdes per les històries de pelegrins que anaven a Palestina. També fou autor d'un estudi sobre la malaltia i la mort del cardenal de Mazarin i de diversos treballs sobre la història de la regió de Brouage al s.XVII.
En el camp de l'astronomia va col·laborar amb la Société Astronomique de France en l'estudi d'un dels astrolabis del monjo català Miquel Piquer publicat a Sottas, Jules (1907): Déscription d’un astrolabe européen daté de l’année 1543 et portant le zodiaque lunaire. "Bulletin de la Société Astronomique de France", XXI, p. 105-109 et 175-185. També va col·laborar amb la revista "L'Astronomie" en l'estudi de L'astrolabe quadrant du Musée de Rouen (L'Astronomie set 1912 p. 422-429)

## Publicacions
- Sottas, Jules. Contribution à l'étude anatomique et clinique des (en francès). G. Steinheil, 1894, p. 232.
- Sottas, Jules. Une escadre française aux Indes en 1690, histoire de la Compagnie royale des Indes Orientales, 1664-1719 (en francès). Plon Nourrit et Cie, 1905, p. 496.
- Sottas, Jules. Les Messageries Maritimes de Venise au XIVe et XVe siècles (en francès). Société d’éditions géographiques, maritimes et coloniales, 1938, p. 232.
- Sottas, Jules (1907): Déscription d’un astrolabe européen daté de l’année 1543 et portant le zodiaque lunaire. "Bulletin de la Société Astronomique de France", XXI, p. 105-109 et 175-185
- Sottas, Jules (1912): L'astrolabe quadrant du Musée de Rouen. "L'Astronomie" set p. 422-429